# Reserva marina de Akaroa
La reserva marina de Akaroa es una reserva marina que abarca una superficie de 512,15 hectáreas. en la entrada del puerto de Akaroa en Nueva Zelanda. Fue aprobada en 2013 tras una larga campaña, y establecida en 2014.

## Historia
La organización Forest y Bird realizó inmersiones exploratorias en el puerto de Akaroa en 1990. La Sociedad de Protección Marina del Puerto de Akaroa propuso formalmente la creación de una reserva marina de 560 hectáreas en 1996.
La ministra de Conservación, Kate Wilkinson, rechazó la solicitud de la reserva en 2010 alegando que afectaría negativamente a la pesca recreativa. La decisión fue impugnada en el Tribunal Superior y fue anulada en una sentencia de 2012. En términos de números reales, los dos procesos de consulta separados para la solicitud habían atraído más apoyo que oposición.
En abril de 2013, el ministro de Conservación, Nick Smith, anunció la aprobación de la reserva, pero con un tamaño reducido de 475 ha. El tamaño se redujo para tener en cuenta la preocupación por la pesca habitual y recreativa. Posteriormente, el tamaño se concretó en 512 ha.

## Ecología
El puerto en su conjunto tiene considerables valores naturales y la fauna del puerto interior y exterior es diferente. La actividad humana ejerce presión sobre la ecología, como los asentamientos en el borde del puerto, y hay actividad industrial terrestre y acuática.